# Eudonia malgassicella
Eudonia malgassicella là một loài bướm đêm trong họ Crambidae. Chúng được Marion mô tả vào năm 1956. Loài này được tìm thấy ở Madagascar.